# Данило Керкез
Данило Керкез (Бихаћ, 13. фебруар 1991) српски је позоришни и телевизијски глумац.

## Каријера
Данило је рођен 1991. године у Бихаћу, од оца Милована Мрког Керкеза из Рашиновца и мајке Зоре Марјановић из Смољане. До прогона 1995. године живио је у Петровцу. Значајну телевизијску улогу остварио је у серији Хотел Балкан аутора Николе Пејаковића, гдје је тумачио лик Душана Курузовића. Студије глуме завршио је на Академији умјетности Универзитета у Бањој Луци 2015. године, у класи Елене Трепетове Костић. Глумио је на телевизији и у позоришту, а значајне улоге на позоришним даскама остварио је у Народном позоришту Републике Српске и Градском позоришту Јазавац. Члан је Умјетничког ансамбла Народног позоришта Републике Српске.

## Улоге на телевизији и филму
| Год.  | Назив                 | Улога                  |
| ----- | --------------------- | ---------------------- |
| 2017. | Месо (ТВ серија)      | Конобар у Хотелу Босна |
| 2020. | Хотел Балкан          | Душан Курузовић        |
| 2020. | Златно доба (ТВ филм) | Михајло                |
| 2021. | Адвокадо              | Инспектор              |

## Позоришне улоге
| Год.  | Назив                                | Улога                                  | Позориште                          |
| ----- | ------------------------------------ | -------------------------------------- | ---------------------------------- |
| 2022. | Госпођица                            | Рафо/Петар Будимировић/гласови/наратор | Народно позориште Републике Српске |
| 2022. | Хркачи                               | Полицајац                              | Народно позориште Републике Српске |
| 2021. | Бања Лука                            | Више улога                             | Градско позориште Јазавац          |
| 2021. | Генетика Глембајевих                 | Темјан                                 | Народно позориште Републике Српске |
| 2020. | Златно доба                          | Михајло                                | Народно позориште Републике Српске |
| 2020. | Дервиш и смрт                        | Муселим                                | Народно позориште Републике Српске |
| 2020. | Дучић                                | Густав Перчец                          | Народно позориште Републике Српске |
| 2019. | Школа за жене                        | Ален                                   | Народно позориште Републике Српске |
| 2019. | Злочин и казна                       | студент Пјестраков                     | Народно позориште Републике Српске |
| 2018. | Представа Хамлета у селу Мрдуша Доња | Јоцо Шкокић                            | Народно позориште Републике Српске |
| 2018. | Наши дани                            | Бобо                                   | Народно позориште Републике Српске |
| 2017. | Усамљени Запад                       | Вален Конор                            | Народно позориште Републике Српске |
| 2017. | Швајцарска                           | Младић                                 | Народно позориште Републике Српске |
| 2017. | Велика илузија                       | Стиви Мур                              | Народно позориште Републике Српске |
| 2016. | Посљедњи мејдан Петра Кочића         | Јован                                  | Народно позориште Републике Српске |
| 2015. | Магареће године                      | Смрдоња                                | Градско позориште Јазавац          |
| 2014. | Солунци говоре                       | Гвозденовић                            | АУБЛ и АУБ (сарадња)               |
| 2014. | Од колијевке па до брака             | Младић                                 | Градско позориште Јазавац          |
| 2013. | Четрнаеста                           | Гаврило Принцип                        | Народно позориште Републике Српске |
| 2006. | Госпођа министарка                   | син Рака                               | Народно позориште Републике Српске |

## Награде
- Награда за најбољег младог глумца за улогу Бобе у представи Наши дани, XIV Међународни фестивал „Златна вила”, Приједор (2018)
- Награда жирија публике за глумца вечери за улогу Валена Конора у представи Усамљени запад, X међународни фестивал глумца „Заплет”, Бања Лука (2018)
- Награда жирија публике за најбољег глумца фестивала за улоге Рафе и Петра Будимировића, XXII фестивал бх драме, Зеница (2023)